# Hurvínkova lavička
Hurvínkova lavička je socha vztyčená v roce 2023 v Chebu. Nachází se na břehu Ohře pod Chebským hradem. Je tvořená pískovcovým podstavcem a dvěma lavičkami a bronzovou sochou loutky Hurvínka.
Projekt byl financován z participativního rozpočtu města Chebu Meganápady. Autorem návrhu byl Igor Kukučka, sochu vytvořil slovenský sochař Miroslav Žáčok. Má připomínat řezbáře Gustava Noska, který v Chebu žil a tvořil v letech 1960 až 1974. Jeho loutkové divadlo se nacházelo v Hradební ulici, v prostoru známém jako Myšárna patřícím dnes ke 4. základní škole.